# لوئیجی فورلانو
لوئیجی فورلانو (انگلیسی: Luigi Forlano؛ ۵ ژوئیه ۱۸۸۴ – ۱۴ سپتامبر ۱۹۱۶) بازیکن فوتبال اهل پادشاهی ایتالیا بود.
از باشگاه‌هایی که در آن بازی کرده‌است می‌توان به باشگاه فوتبال یوونتوس و باشگاه فوتبال آ.ث. میلان اشاره کرد.